# Engleză australiană
Engleza australiană (în engleză Australian English) este forma de engleză vorbită în Australia și este foarte asemănătoare cu varianta din Noua Zeelandă. Se găsește în sud-estul Angliei, fiind moderat apropiat de engleza britanică standard și relativ îndepărtat de varianta nord-americană.
Este limba maternă a 16,5 milioane de oameni din Australia (sau puțin peste 70% din populația țării).